# Barcelona Sporting Club
El Barcelona Sporting Club es un club deportivo ecuatoriano, originario de la ciudad de Guayaquil, fundado el 1 de mayo de 1925. Su principal disciplina es el Fútbol , su plantel masculino participa en la Serie A de Ecuador desde 1957 y, a partir de 1965, es el único club que ha disputado todas las temporadas desde el comienzo del profesionalismo en 1957.Por su parte, el plantel femenino compite en la Súperliga Femenina de Ecuador. Además de ello, el club participa en otras disciplinas, como baloncesto, béisbol, voleibol, deportes Electrónicos, etc.
Debido a su gran trayectoria en el fútbol ecuatoriano, es el club más popular del país, siendo su hinchada la más numerosa en la mayoría del territorio nacional. Fundado por un grupo de jóvenes del barrio del Astillero, recibió su nombre en agradecimiento al apoyo brindado por la comunidad catalana a la ciudad de Guayaquil, además de que varios de los socios fundadores eran originarios de aquella ciudad. Debido al barrio donde el club nació, el club fue apodado como el «Ídolo del Astillero», mientras que por su nombre hispano, sus miembros e hinchas reciben el apelativo de «Toreros»; además, por su tradicional uniforme amarillo, también se le dice «Canario».
En cuanto a los logros deportivos, es una de las entidades más laureadas y reconocidas del balompié ecuatoriano, con 16 títulos y 13 subtítulos nacionales, siendo el equipo con más campeonatos de la Serie A ecuatoriana. También posee dos subtítulos internacionales, al ser en 1990 y 1998 subcampeones de la Copa Libertadores, además de varios títulos de las divisiones juveniles. Precisamente, su mayor rivalidad es con el elenco del Club Sport Emelec, al ser ambos los dos equipos más laureados y populares de Guayaquil, juntos protagonizan el clásico del Astillero, el derbi más importante del fútbol ecuatoriano. También tiene gran rivalidad con Liga de Quito y El Nacional, los clubes más grandes e importantes de Quito.
Es uno de los pocos clubes ecuatorianos con estadio propio; es así que desde 1988, ejerce de local en el estadio monumental Isidro Romero Carbo, denominado oficialmente como estadio Monumental Banco Pichincha por motivos de patrocinio. Este escenario deportivo, junto al estero Salado de Guayaquil, cuenta con un aforo de 57 267 personas, siendo el estadio con mayor capacidad del Ecuador. Anexo al estadio, posee un extenso Predio Deportivo, el cual comprende la cancha alterna Sigifredo A. Chuchuca y el edificio de concentración Octavio Hernández, junto con el Gimnasio Carlos Alfaro Moreno. Posee además, el Complejo de Formativas, ubicado en el Parque Samanes y el Museo de Barcelona SC, localizado en Puerto Santa Ana.

## Historia

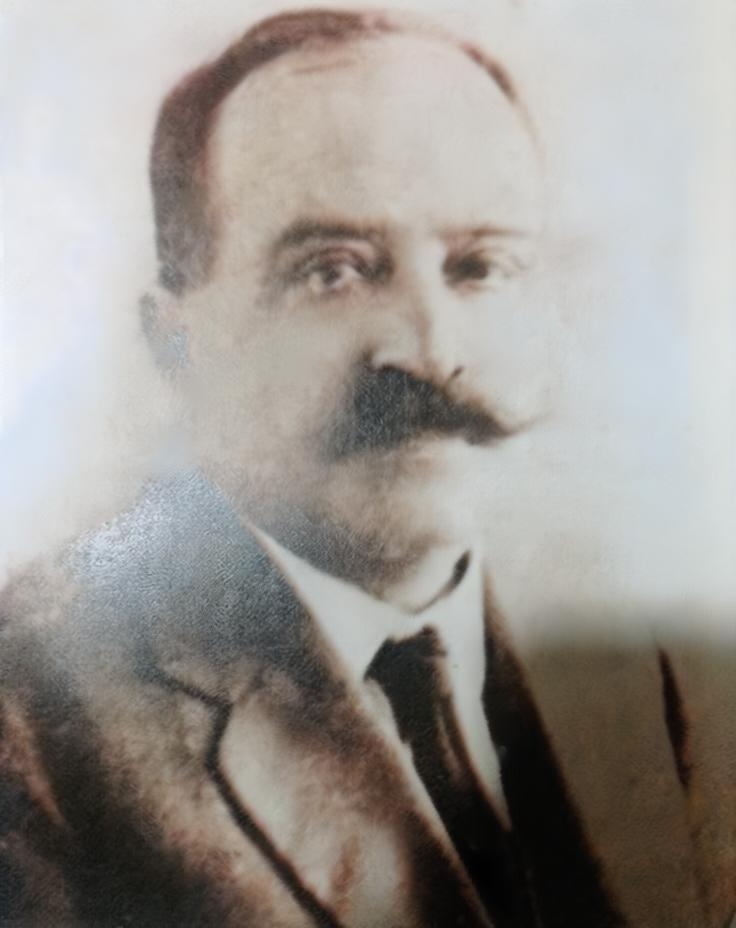
Don Eutimio Pérez Arumi (Vilassar de Mar, Barcelona, 1874-Guayaquil, 1953), patrono en el nacimiento de Barcelona S.C.

Fue fundado el 1 de mayo de 1925 en la ciudad de Guayaquil por un grupo de jóvenes del Barrio del Astillero, conocidos como La Gallada de la Modelo, que se reunieron en la casa del catalán Eutimio Pérez para formar un club deportivo multidisciplinario y a su vez decidir su directorio. De esta manera, el ecuatoriano Carlos García Ríos se convertiría en el primer presidente de la institución y el catalán Onofre Castells Drago en el primer presidente honorario.
Entre los miembros fundadores están los españoles: Eutimio Pérez Arumí, Jaime Castells Muntal, Valentín Sala Piqué, los hermanos Artur y Joan Domènech así como los hermanos March Obiols, Peré Abenoza y Aguirre Bretón; y los ecuatorianos: Arturo Calderón, Marcos Rodríguez, Carlos García Vergara, Víctor Olvera, Rigoberto Aguirre, Alberto Pombar, Guillermo de la Cuadra, Josep Salém Dibo, Francisco Larrea Cotto, Enrique Nugué Ginnochio, Luis Traverso y, el más joven de la directiva, Victoriano Arteaga Martinetti, con solo 14 años de edad.

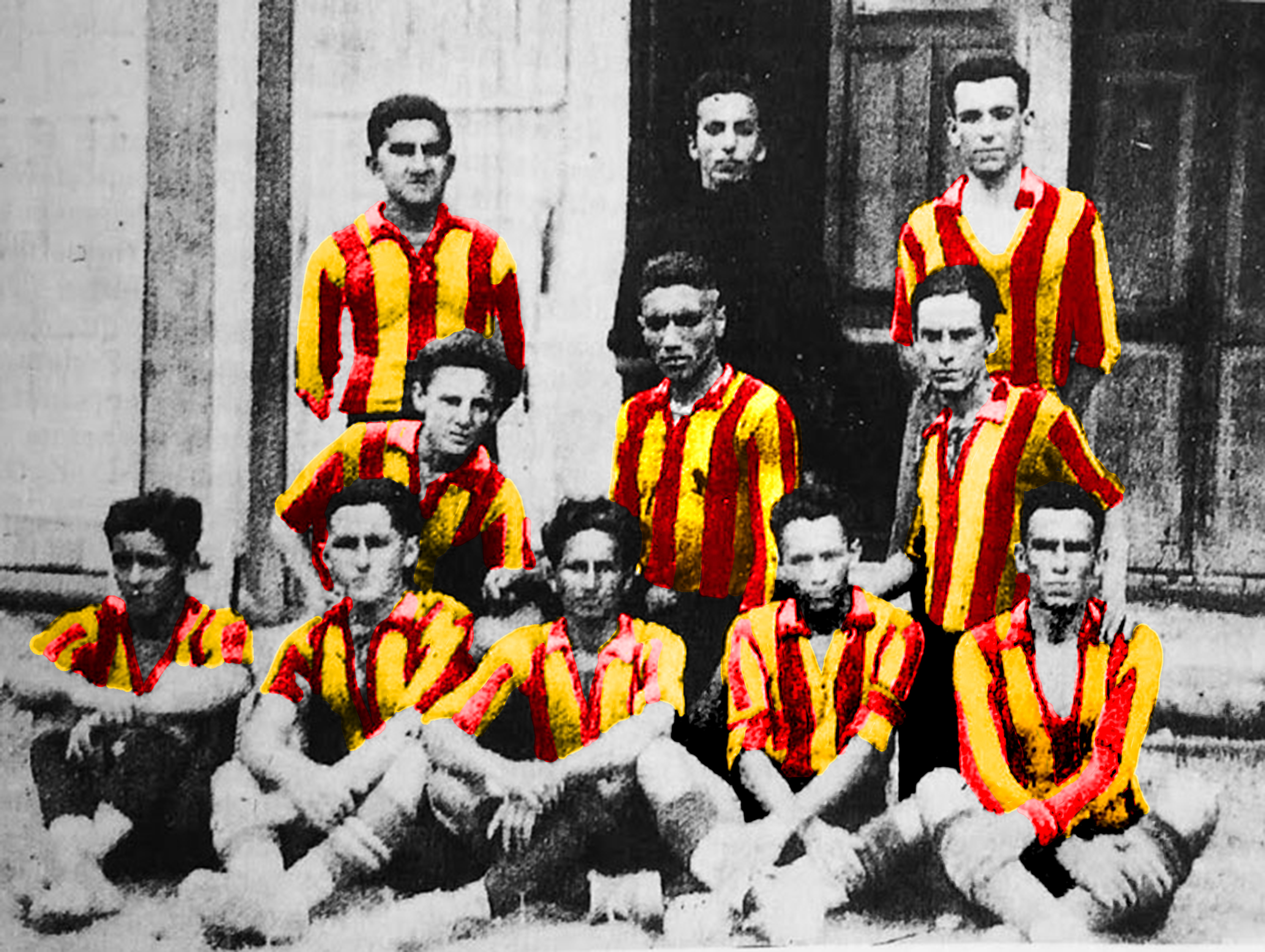
Barcelona Sporting Club en 1928. Arriba; Guillermo Miñán, Rigoberto Aguirre y Carlos Sangster. En medio; Vargas, Manuel Murillo Moya y Otón Márquez de la Plata. Abajo; Gonzalo Zevallos, José Morla, Joaquín Pacheco, Julio Criollo y Rafael Viteri.

El nombre de la institución hace referencia a la ciudad de Barcelona, y le fue puesto este nombre en agradecimiento al apoyo brindado por la comunidad catalana a la ciudad de Guayaquil, además de que varios de los socios fundadores eran originarios de aquella ciudad. Estos españoles admiraban al arquero Ricardo Zamora del Fútbol Club Barcelona. El nombre fue puesto a votación, en donde Barcelona Sporting Club propuesto por los catalanes —quienes conformaban mayoría en la asamblea— se impuso frente a la propuesta de los guayaquileños de denominar al club como Deportivo Astillero.
La primera indumentaria que usó el club fue clásica de la época con la camiseta de color negro con cuello y pantaloneta blanca. Sin embargo, para la temporada 1926, Barcelona decide cambiar sus colores a oro y grana en líneas verticales, a semejanza de la bandera de Cataluña.
En el mismo año de su fundación, el equipo consiguió el vicecampeonato del Torneo Federación Deportiva del Guayas Serie B, por lo que en 1926 debutó en la serie de honor del campeonato federativo, máxima categoría para en equipo de Guayas en la época. 
Posteriormente, en 1957, fue creado el primer campeonato ecuatoriano. Para aquel torneo solo participaron cuatro equipos: dos de la AsoGuayas y dos de la AFNA. Barcelona tuvo el privilegio de representar a la provincia de Guayas junto a Emelec, mientras que los representantes de Pichincha fueron Aucas y Deportivo Quito.

## Dirigencia
Barcelona Sporting Club ha tenido 44 presidentes en su historia, siendo el primer presidente del club el ecuatoriano Carlos García Ríos y el primer presidente honorario el español Onofre Castells, ambos fundadores del club.
Barcelona, a lo largo de su vida institucional, ha tenido varios presidentes destacados en el club, entre ellos se encuentran Victoriano Artega, quien fue el presidente más joven del club con 21 años y también fundador de la institución, Isidro Romero, quien es el presidente que más ocasiones ha ocupado el cargo con 15 años no consecutivos, Abdalá Bucaram, quien también fue presidente del Ecuador, Galo Roggiero, Xavier Paulson, entre otros.

### Comisión 2024-2028
| [[Archivo:\|link=\|22px\|Icono]]Comisión Directiva |
| |
| - Presidente: Antonio Álvarez Henriques - 1.er vicepresidente-financiero: Xavier Salem Antón - 2.º vicepresidente-administrativo: José Luis Nogales - 3.er vicepresidente-deportivo: Raúl Chávez Núñez del Arco - Secretario general: Felipe Cabezas Klaere - Tesorero: Francisco López - Síndico: Diego Cabezas Klaere |
| |

## Símbolos

### Himno
El himno oficial de Barcelona Sporting Club fue creado en 1970. Sus creadores fueron los hinchas toreros que con la pasión de haber quedado campeón nacional idearon el himno con la autorización del presidente del club, en ese entonces, Galo Roggiero. Actualmente, por iniciativa de la dirigencia del club, se entona el himno antes de cada partido como local, siendo de esta manera el único equipo del Ecuador en realizar esta ceremonia previa a cada encuentro.
La actual canción oficial de Barcelona Sporting Club se titula Dale Barcelona, la cual fue estrenada en 1987 con la inauguración del Estadio Monumental Isidro Romero Carbo y modificada en 1995.[cita requerida] El autor de la letra y música fue el cantante y compositor Juan Manuel Oleagoitia, mientras el Grupo Sagitario es el intérprete de este tema. Anteriormente se utilizó una versión que coreaba «Hoy tengo mi fiesta en el Modelo» mientras el equipo jugaba como local en el Estadio Modelo Alberto Spencer, también interpretada por el Grupo Sagitario y compuesta por Juan Manuel Oleagoitia en 1967 cuando este tenía 14 años.

### Bandera

Bandera de Barcelona Sporting Club.

La bandera de Barcelona Sporting Club es de color amarillo, la cual posee cuatro franjas horizontales de color rojo, dos en la parte superior y dos en la parte inferior. El escudo de la institución se encuentra en el centro de la bandera.

### Escudo
El escudo de Barcelona Sporting Club proviene del que usaba el Fútbol Club Barcelona de España en los años 1899 hasta 1910 aunque sin los tenantes o soportantes a los lados. Su forma de escudo español cinturado (estilo piel de toro) proviene de una particular forma estética de los escudos de armas de la península ibérica, divididos en tres cuarteles. Los dos cuarteles superiores reproducen la bandera de Barcelona, formada por la Cruz de San Jorge y la señera. En el cuartel inferior aparece un balón sobre varias franjas de color azul y grana. Entre los cuarteles superiores y el inferior se reproduce las siglas del nombre del club BSC.[cita requerida]

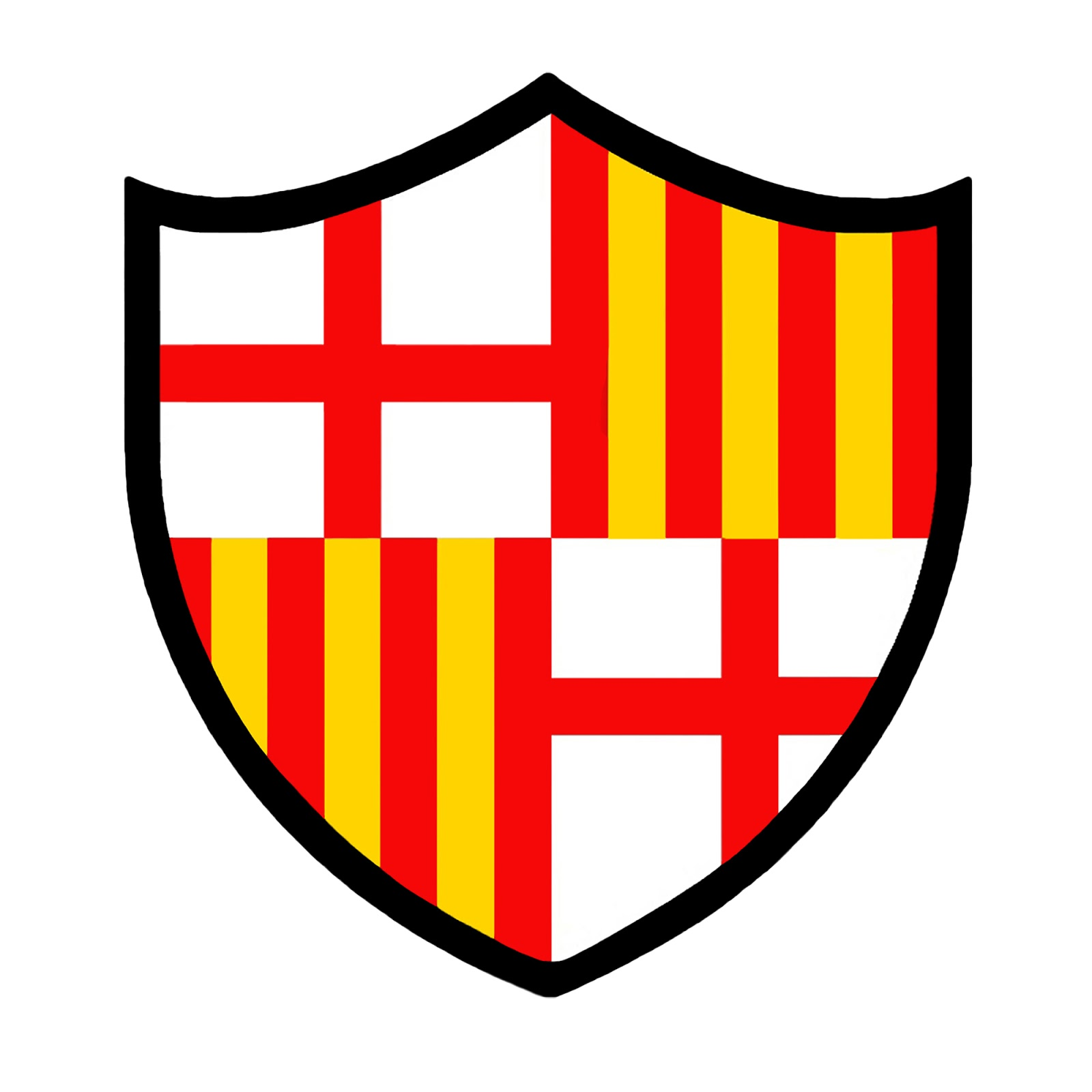
Primer escudo del club en 1925

El primer escudo del Barcelona fue en un principio formado por un blasón de tipo español que reproducía no en la forma pero sí en los elementos la Cruz de San Jorge y la señera, característicos de la ciudad de Barcelona, pero posteriormente se decidió adoptar uno de gran semejanza al del equipo español, el cual con pocos cambios se mantiene actualmente.[cita requerida] Anteriormente, en las camisetas y en varios logos de la institución, al escudo le solía acompañar un arco inferior de estrellas, una por cada uno de los campeonatos nacionales ganados por el club.[cita requerida]
Las diferencias del escudo del equipo ecuatoriano con el del Fútbol Club Barcelona son minúsculas, ya que ambos escudos tienen la misma forma y la distribución de los símbolos se encuentran localizados en las mismas posiciones, otro punto importante es que los colores que utilizan ambos escudos son realmente similares, al igual que el nombre de ambos clubes.

## Indumentaria

Bandera de Cataluña, de la cual se tomaron los colores para el uniforme titular del club.

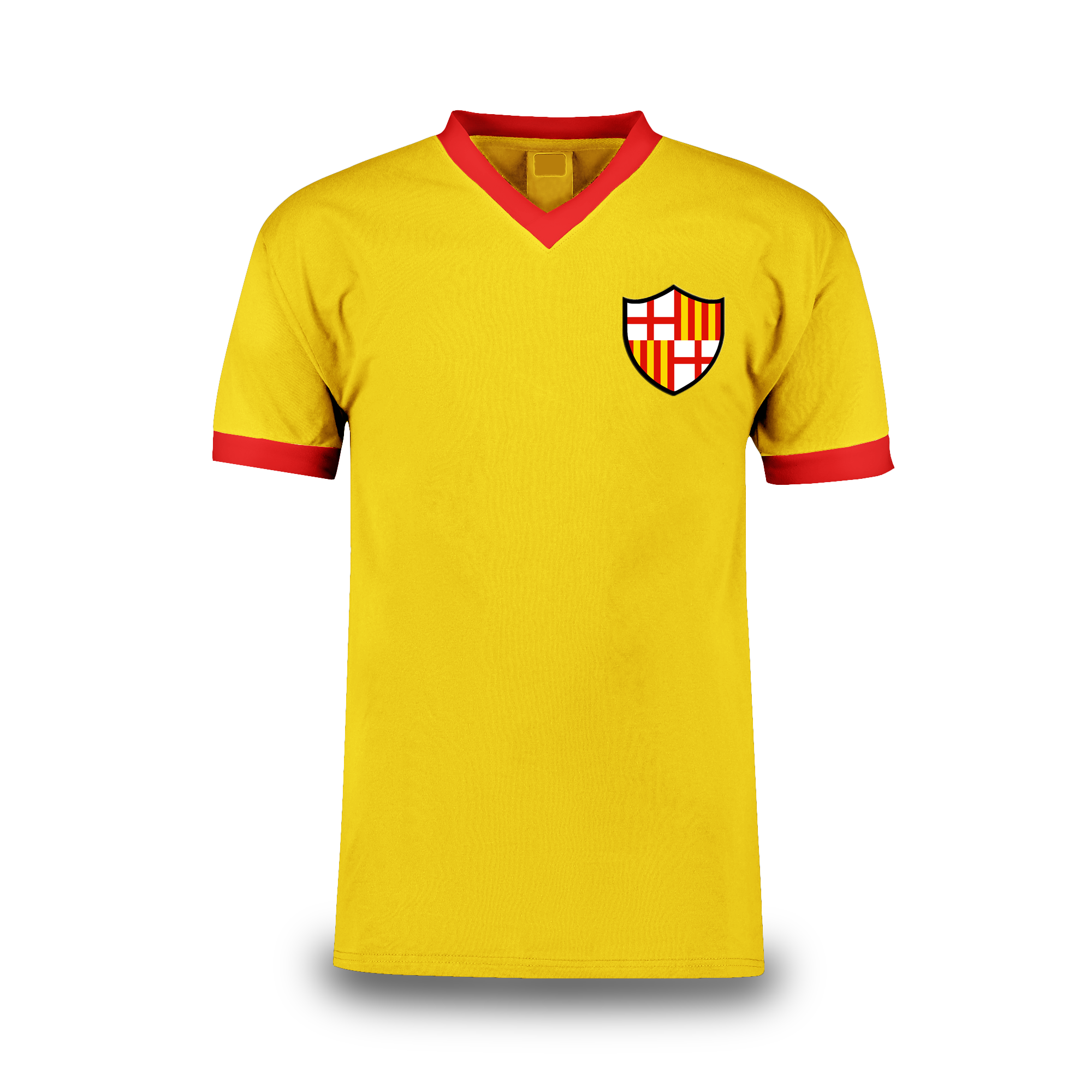
Diseño estándar de la camiseta de Barcelona Sporting Club

A principios de su vida institucional el club vestía camiseta negra, en la cual se lucía el primer escudo de la institución, pantaloneta blanca y medias negras. A partir de 1926, el equipo cambió los colores principales de su uniforme y comenzó a utilizar una camiseta de color amarillo con rayas verticales de color rojo, la cual fue diseñada por el catalán Alberto March y eligió esos colores en honor a la señera catalana, desde entonces estos han sido los colores representativos del Barcelona.
Otro de los hechos característicos del uniforme son las publicidades que a través de los años se han ido incrementando, aunque en el espacio central de la camiseta solo han estado publicidades de empresas de mucha importancia en el país. Actualmente su principal auspiciante es Pilsener.[cita requerida]
| Primer uniforme | (Ver evolución) | Uniforme actual |

## Estadio

### Estadio Municipal Guayaquil (1925-1945)
Barcelona Sporting Club en sus primeros años, como el resto de los equipos de Guayaquil,[cita requerida] jugaba en el desaparecido Estadio Municipal Guayaquil pues en ese entonces no se contaba con una gran cantidad de estadios en la ciudad.[cita requerida] En esos veinte años que jugó en este estadio,[cita requerida] el Barcelona vivió glorias coloridas al igual que tardes negras, pues el cuadro criollo, como en ese entonces se lo conocía, era un equipo inestable debido a sanciones y fracasos deportivos. Estas divisiones del torneo se jugaban en canchas alternas de tierra y piedra.

### Estadio George Capwell (1946-1959)
Una vez adaptado para encuentros de fútbol, este estadio se convertiría en la casa de los campeonatos provinciales, por lo que Barcelona Sporting Club, al igual que otros equipos, jugaría en este predio. En este escenario se comenzaría a escribir la historia de éxitos del Ídolo del Astillero pues se dio la famosa victoria ante Millonarios en 1949, también nació el tradicional Clásico del Astillero con su rival de barrio, y dueño del estadio, el Club Sport Emelec y fue donde consiguió su primer título profesional en 1955 al ganar al cuadro eléctrico en el clásico de la última fecha.

### Estadio Modelo Guayaquil (1959-1987)
Debido a la mayor capacidad del Estadio Modelo, los equipos de Guayaquil comenzarían a jugar sus partidos de local en este estadio. El Barcelona fue parte del cuadrangular amistoso por la inauguración, en el cual también participaron los equipos del Emelec, Peñarol de Uruguay y Huracán de Argentina. En este estadio es donde el Barcelona realiza su debut en Copa Libertadores, además de jugar partidos amistosos con equipos como lo son el Milan, Boca Juniors, Santos, entre otros. Este estadio fue la casa del Barcelona hasta el año 1987, en donde conseguiría los campeonatos de 1963, 1970, 1981 y 1985.

### Estadio Monumental Isidro Romero Carbo (1988-actualidad)
El Estadio Monumental Isidro Romero Carbo, perteneciente al club, es el más grande escenario deportivo de Ecuador con una capacidad de 57 267 personas reglamentariamente. Se encuentra ubicado en el sector de Bellavista de la ciudad de Guayaquil, en la Av. Barcelona Sporting Club, junto a otras instalaciones del club, como la cancha alterna de entrenamiento, la sede de la directiva, entre otras. La construcción del escenario deportivo se concretó por gestión del presidente del club, Isidro Romero Carbo, y al gobierno de León Febres Cordero, que aportó con un monto de 200 millones de sucres, por medio de la Unidad Ejecutora para el Deporte entidad pública adscrito a la Gobernación del Guayas.
El estadio fue inaugurado el 27 de diciembre de 1987 con un partido amistoso entre el Barcelona y el Club Atlético Peñarol de Uruguay, que en ese entonces venía de ser campeón de la Copa Libertadores y subcampeón de la Copa Intercontinental. Peñarol venció 3-1 al conjunto torero. El uruguayo Washington Aires, refuerzo torero de esa temporada, fue el autor a los 86' del primer gol de un jugador del Barcelona en ese escenario deportivo.
Posteriormente, el 26 de mayo de 1988, el conjunto canario realizó un cuadrangular amistoso por la inauguración del estadio llamado Copa Ciudad de Guayaquil, que lo disputaron el anfitrión, el Club Sport Emelec, el Fútbol Club Barcelona de España y el Club Atlético Peñarol de Uruguay. Barcelona Sporting Club jugó el primer partido del cuadrangular, en el que derrotó a su similar español por 2-1 con goles de Enrique Taberna y Hólger Quiñónez, mientras que Guillermo Amor había puesto en ventaja a los catalanes. Emelec en cambio venció a Peñarol ganándose el derecho de disputar la final del torneo frente a Barcelona Sporting Club, siendo el cuadro eléctrico el que se proclamaría ganador del torneo.
Al inicio, en los estatutos del club, el estadio fue registrado como Estadio Monumental de Barcelona, pero años después, por decisión del directorio encabezado por Isidro Romero, el nombre fue cambiado a Estadio Monumental Isidro Romero Carbo.[cita requerida]
La capacidad del estadio aumentó a 57 267 espectadores tras una etapa de ampliación entre 1993 y 1994. En el año 2007, gracias a la gestión del Ec. Eduardo Maruri, en ese entonces presidente del club, junto con el departamento de mercadeo, registraron un contrato con Banco Pichincha para que este establecimiento tenga como nombre comercial Estadio Monumental Banco Pichincha.

## Infraestructura

### Sede
La primera reunión de socios del Barcelona se efectuó en casa del catalán Eutimio Pérez y por iniciativa de su ‘gallada del Modelo', ubicadas en el Barrio del Astillero . Sin embargo, entre 1925 y 1942 el club utilizó múltiples lugares dentro del Barrio del Astillero como sede, siendo la casa de la familia Moggia, la casa de Victoriano Arteaga, y la esquina de la Escuela Modelo las más utilizadas. A partir de 1942, el club se trasladó a un viejo chalet de madera, en Chile y Francisco de Marcos, la cual era propiedad de la familia Vallarino.
En 1955, bajo la presidencia de Miguel Salem Dibo, Barcelona asentó su sede social en Maldonado entre Coronel y Noguchi esto es en centro de la urbe, dentro del mismo Barrio del Astillero, esta fue construida en 1949 curiosamente por el mismo Miguel Salem y el aporte de muchos socios barceloneses, y quien hizo las gestiones para la adquisición del terreno. Fue sede de Barcelona por los siguientes treinta y tres años hasta su embargo, pérdida y remate en 1988 producto de la pérdida de un juicio con un exfutbolista argentino Jorge Taverna. La recuperó en 2007 y, al año siguiente, otra vez la perdió el inmueble histórico. A partir de ese entonces, las dependencias de Barcelona se encuentran en el edificio oriental Washington Muñoz del Estadio Monumental.

### Área de Concentración Octavio Hernández Valarezo
La concentración denominada Octavio Hernández Valarezo se ubica en el lado norte del Estadio Monumental Isidro Romero Carbo y sirve para hospedar y concentrar a los jugadores antes de un encuentro.[cita requerida] La instalación cuenta con: tres pisos, cocina, dormitorios, sala de estar, área para medios de prensa, gimnasio y comedor. La parte exterior cuenta con un pequeño parqueadero y áreas verdes.[cita requerida]
También está acompañada de dos canchas de césped de entrenamiento de 105 × 68 metros cada una, denominada Cancha Alterna Sigifredo Agapito Chuchuca; en el que sirve para entrenar a los jugadores. Las divisiones menores del club juegan de local en estas canchas, cuenta también con un graderío, con capacidad para 100 personas.[cita requerida]

### Museo Barcelona Sporting Club
Es un museo situado en las instalaciones del Edificio Astillero en Puerto Santa Ana, en la ciudad de Guayaquil, que exhibe la historia del club, entre ello trofeos, fotografías y objetos relacionados con sus jugadores y su hinchada. Fue inaugurado el 8 de julio de 2013. Se realizó con la iniciativa del presidente del club en ese entonces Antonio Noboa, con la colaboración de Jaime Nebot, alcalde de Guayaquil, y el expresidente del club, Galo Roggiero.

### Complejo Bóvedas del Astillero
El Complejo Bóvedas del Astillero en realidad son 2 edificios tipo mausoleo o edificios en el que pertenecen a Barcelona y a Emelec. Se empieza a construir a partir de julio de 2014 y terminado en junio de 2015. Fue construido por iniciativa de los directivos del Parque de La Paz con el objetivo de que en el descansen futbolistas, dirigentes e hinchas destacados en la historia del club popular que han fallecido. El camposanto se encuentra ubicado en la Av. León Febres Cordero, kilómetro 13 ½ Vía a La Puntilla – Pascuales del Campo Santo La Aurora del Parque La Paz.
La capacidad del edificio tiene dos edificios de dos pisos cada uno, con una capacidad para 780 bóvedas y 265 osarios. Entre los futbolistas e hinchas ilustres, descansan en el edificio se encuentran Pablo Aníbal Vela Rey de la Cantera, el hincha N.º 1 amarillo Julio Espinoza El Hombre de la Campana, José Vargas, Pablo Ansaldo y Fausto Montalván.

### Complejo de Formativas
El 20 de diciembre de 2016, el presidente Rafael Correa entregó a los equipos del Astillero; Barcelona el complejo Escuelas del Astillero, dentro de los predios deportivos de Parque Samanes, compuesto por 2 canchas de fútbol reglamentarias (una de césped natural y la otra de césped sintético), 2 camerinos para jugadores, 1 camerino para árbitros y una enfermería.

### Casa de Concentración Hermanos Cañarte
Fue inaugurada el 5 de abril de 2017 y su nombre es en honor a dos exjugadores del club, Simón y Clímaco Cañarte. Está destinado para las formativas del equipo y se encuentra ubicada en el Sector de Samanes 7, Manzana 2228, Villa 7, en el norte de Guayaquil; cercano a las Escuelas del Astillero, en el Parque Samanes. Cuenta con una capacidad de acogida de 14 cadetes que son parte del club y que viven fuera de la ciudad de Guayaquil.

## Hinchada

### Popularidad
En el año 2008, estudiantes de la Escuela Politécnica del Ejército realizaron encuestas con una muestra de 11 000 personas en 27 ciudades del país, las cuales reflejaron resultados donde el club cuenta con un 43 % de aceptación a nivel nacional. En el 2010, el club alcanzó un puntaje del 37 % de simpatizantes de acuerdo al estudio realizado por la encuestadora BRANDIM en dicho año, por otro lado, los resultados de la encuesta realizada también en el mismo año por la empresa EUFRAL reflejaron que Barcelona posee un 39,73 % de aceptación a nivel nacional.

### Sur Oscura

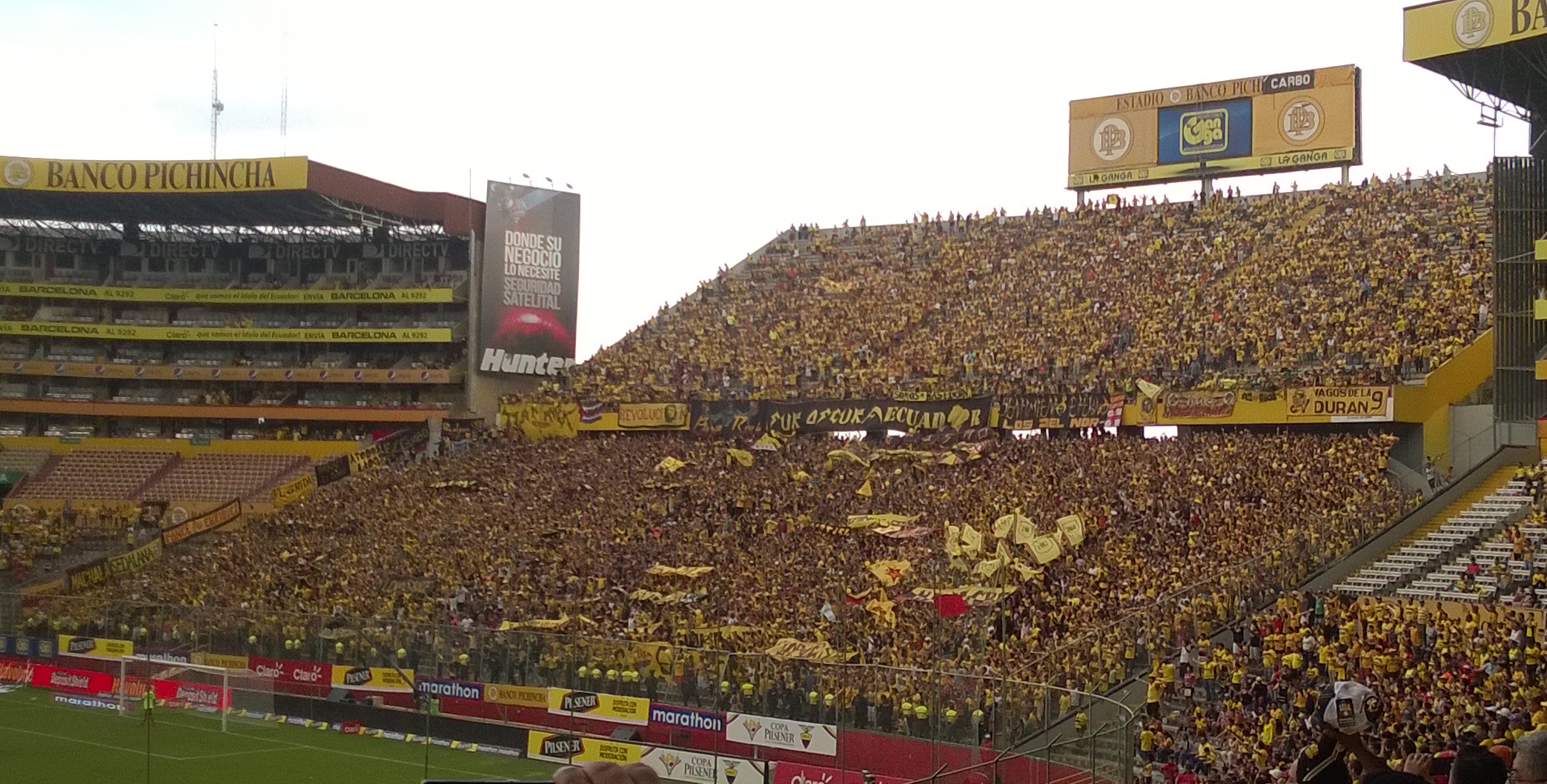
Sur Oscura

La Barra Brava más representativa del club es la Sur Oscura. Su nombre proviene del hecho que siempre se sitúa en la parte baja de la General Sur del Estadio Monumental Isidro Romero Carbo. Fue fundada el 13 de septiembre de 1995 por varios seguidores del equipo que formaban parte de la Unión Amarilla. Para su fundación varios nombres se presentaron como propuestas, tales como: Mancha Amarilla o Tormenta Amarilla; sin embargo, debido a su ubicación en la General Sur y a la afición que tenían sus primeros integrantes hacia el Rock y el Heavy Metal  decidieron nombrar a la barra como Sur Oscura.
En la actualidad el control en las cercanías de los estadios es fuerte por parte de los agentes policiales, puesto que la Sur Oscura se ha visto envuelta en varias ocasiones en violentas peleas callejeras contra la Boca del Pozo, barra brava del Club Sport Emelec.[cita requerida]

### Zona Norte

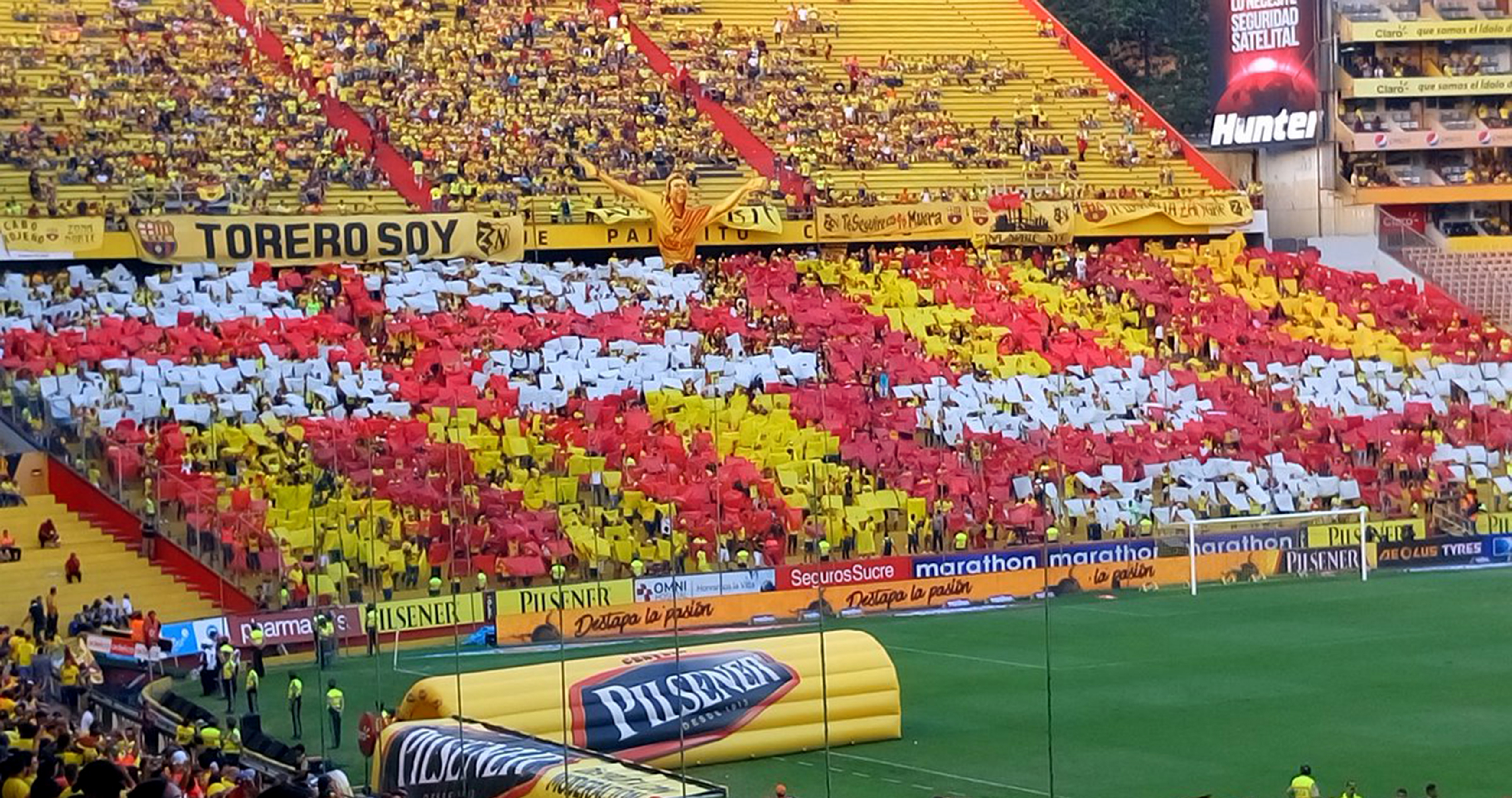
Mosaico de la Zona Norte

La Zona Norte es otra Barra Brava del Barcelona, a diferencia de la Sur Oscura, esta se ubica en el otro sector popular del Estadio Monumental Isidro Romero Carbo, la General Norte. Fue fundada el 9 de julio de 2003, por 15 jóvenes del barrio La Goyena. Esta barra es la primera del Barcelona en implementar trompetas, trombón, redoblantes y bombos murgueros por lo cual se le dio el nombre de La Banda del Monumental.
Esta barra se caracteriza por sus cánticos y apoyo con ayuda social, es considerada la segunda barra más importante del Barcelona. Fue la primera Barra Brava en pintar un escudo gigante en el centro de su localidad (General Norte) y es la que se encarga de realizar los mosaicos en el estadio.

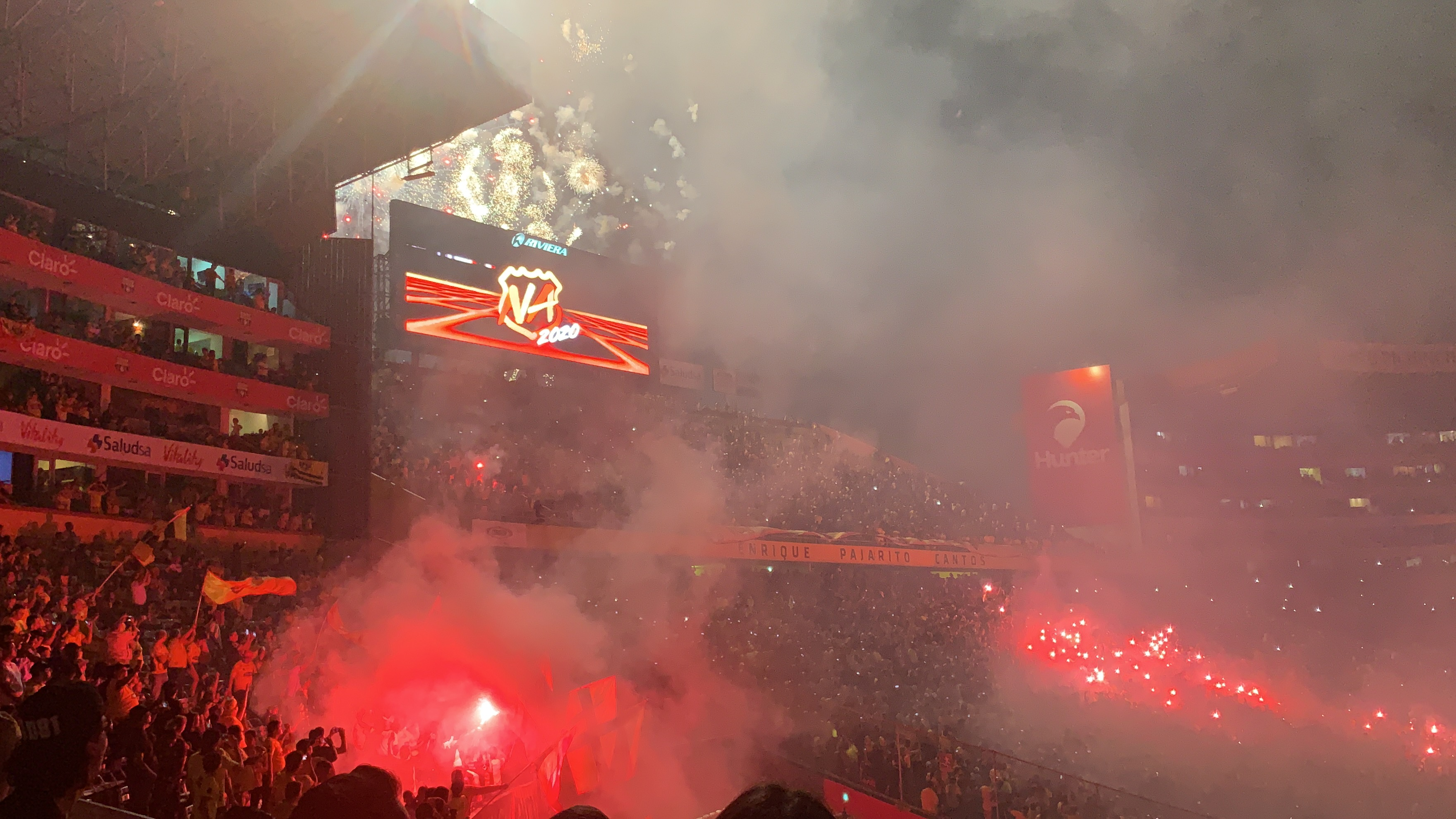
Noche Amarilla 2020

### Noche Amarilla
La noche amarilla es una celebración que realiza la directiva del club anualmente, esto con el fin de presentar a la hinchada tanto el nuevo equipo que se utilizará en el año en curso como la plantilla de jugadores de la temporada.
Usualmente esta "fiesta barcelonista" se celebra a inicios de año en el mes de enero, en el evento, el equipo utiliza el nuevo equipo de la temporada y se enfrenta con otro equipo en un partido amistoso o de exhibición, además, se tiene como costumbre invitar a un jugador estrella de la actualidad, algunos de los futbolistas que han asistido: Ronaldinho, Diego Forlán, Kaká, Andrea Pirlo, Alessandro del Piero, Mascherano, Carlos Tévez, Kun Agüero y Carles Puyol.

## Rivalidades

### Clásico del Astillero
Es el partido de fútbol en el que se enfrentan los dos equipos más populares del país, Barcelona Sporting Club y Club Sport Emelec. A este encuentro la prensa lo denomina como El Partido Inmortal por concentrar grandes masas en sus cotejos. Según el portal inglés FourFourTwo, este clásico está en el puesto número 34 de las rivalidades históricas más grandes del mundo.

### Rivalidad contra El Nacional
Otra rivalidad importante es frente a El Nacional, contra quienes disputaron las finales de 1982 y 1992 por Campeonato Ecuatoriano,, ganadas por El Nacional. Este encuentro es el que más veces se ha repetido en la historia del campeonato ecuatoriano,
Durante los años 80s y 90s este partido fue el segundo más importante del país solo por detrás del Clásico del Astillero; El Nacional es el único club junto a Gualaceo que supera en enfrentamientos directos al cuadro torero.

### Rivalidad contra Liga de Quito / Nuevo Clásico del Ecuador
A inicios del siglo XXI se formó una rivalidad con Liga de Quito, luego del clásico del astillero, este enfrentamiento ha sido uno de los más taquilleros. El cuadro de LDU mantuvo un invicto de local en los 90 minutos en su estadio Rodrigo Paz Delgado ante Barcelona desde 1997 hasta 2023.  Ambos equipos se han enfrentado en dos finales del Campeonato Ecuatoriano, la primera fue en el Apertura 2005, la cual ganó Liga en Quito, y la segunda fue en la Serie A 2020 ganada por Barcelona en penales en el estadio de Liga, además se registran dos finales de otros torneos como la Supercopa Ecuador 2021 ganada por Liga en Quito, y la Copa Alberto Spencer 2019 ganada por Barcelona en el estadio de Liga; este fue un torneo amistoso que fue de gran convocatoria sobre todo para la hinchada de Liga. Barcelona ha festejado 2 títulos (uno de ellos amistoso) en el estadio Rodrigo Paz Delgado, mientras que Liga no ha festejado ningún título en el estadio Monumental de Barcelona desde su fundación en 1988, debido a que todas las finales de revancha y definiciones de campeonato entre ambos equipos siempre se disputaron en Quito. Los inicios de esta rivalidad se remontan al año 2000 cuando ambos equipos querían evitar el descenso y Barcelona mantuvo la categoría con gol al último minuto en su partido jugado en Ambato contra Macará, simultáneamente Liga empató de local con Olmedo con lo cual descendió a la Serie B 2001. A pesar del invicto que tuvo LDU de 26 años (de local), Liga nunca ha podido superar ni igualar a Barcelona en enfrentamientos directos.

## Datos del club
| Datos estadísticos                                  | Datos estadísticos |
| --------------------------------------------------- | --- |
| Puesto histórico                                    | 1.º |
| Temporadas en Serie A                               | 66 (1957, 1960-1963, 1965-presente). |
| Mejor puesto en la liga                             | 1.º (16 veces) |
| Peor puesto en la liga                              | 10.º (2009). |
| Resultados                                          | |
| Mayor goleada a favor en torneos provinciales       | 8-1 contra Español (19 de junio de 1955). |
| Mayor goleada a favor en torneos nacionales         | 8-1 contra Cumbayá (10 de noviembre de 2024). 7-0 contra Macará (18 de marzo de 1990). 7-0 contra Técnico Universitario (10 de septiembre de 2000).                           |
| Mayor goleada a favor en torneos internacionales    | 6-1 contra Unión Atlético Maracaibo de Venezuela (29 de abril de 2004) (Copa Libertadores 2004).                                                                              |
| Mayor goleada en contra en torneos nacionales       | 7-0 contra El Nacional (2 de abril de 2000). |
| Mayor goleada en contra en torneos internacionales  | 5-2 contra Peñarol de Uruguay (15 de marzo de 1969) (Copa Libertadores 1969). 4-0 contra Estudiantes de La Plata de Argentina (18 de julio de 2023) (Copa Sudamericana 2023). |
| Primer partido en torneos nacionales                | Deportivo Quito 2-1 Barcelona (11 de noviembre de 1957 en el Estadio El Ejido).                                                                                               |
| Primer partido en torneos internacionales           | Independiente Santa Fe 3-0 Barcelona (2 de abril de 1961 en el Estadio Nemesio Camacho El Campín) (Copa Libertadores 1961).                                                   |
| Máxima asistencia como local en un partido          | Barcelona 3-0 Deportivo Quito (91 230 asistentes) (25 de enero de 1998) (récord nacional).                                                                                    |
| Máxima asistencia como local en una temporada       | 576 121 asistentes (2016) (récord nacional). |
| Mejores rachas                                      | |
| Máximo goleador histórico                           | Washington Muñoz (101 goles anotados en partidos oficiales). |
| Máximo goleador en torneos nacionales               | Nicolás Asencio y Manuel Uquillas (85 goles cada uno). |
| Máximo goleador en torneos internacionales          | Damián Diaz (11 goles). |
| Jugador con más partidos disputados                 | Nicolás Asencio. |
| Jugador con más títulos                             | Juan Madruñero, Jimmy Izquierdo, Jimmy Montanero, Manuel Uquillas y Galo Vásquez (6 cada uno).                                                                                |
| Portero con más tiempo sin recibir goles            | Pablo Santillo (796 minutos). |
| Mayor cantidad de goles en una temporada            | 98 (1995). |
| Mayor gol diferencia en una temporada               | +58 (2016) (récord nacional). |
| Mayor cantidad de puntos en una temporada           | 101 (1995) (récord nacional). |
| Mayor cantidad de partidos ganados en una temporada | 9 (2016). |
| Mayor cantidad de triunfos consecutivos como local  | 14 (2016). |
| Mayor cantidad de partidos consecutivos invicto     | 15 (1968-1969, 2001, 2016 y 2018). |

### Participaciones internacionales
| Competición                | Edición |
| -------------------------- | --- |
| Conmebol Libertadores (31) | 1961, 1964, 1967, 1969, 1971, 1972, 1981, 1982, 1983, 1986, 1987, 1988, 1990, 1991, 1992, 1993, 1994, 1996, 1998, 2003, 2004, 2013, 2015, 2017, 2019, 2020, 2021, 2022, 2023, 2024, 2025 |
| Conmebol Sudamericana (11) | 2002, 2003, 2010, 2012, 2013, 2014, 2016, 2018, 2022, 2023, 2024. |
| Copa Merconorte (4)        | 1998, 1999, 2000, 2001 |
| Copa Conmebol (1)          | 1995 |

Nota: En negrita competiciones vigentes en la actualidad.
| Conmebol Libertadores             | Conmebol Libertadores | Conmebol Libertadores | Conmebol Libertadores | Conmebol Libertadores | Conmebol Libertadores | Conmebol Libertadores | Conmebol Libertadores | Conmebol Libertadores                         |
| Edición                           | Ronda                 | PJ                    | PG                    | PE                    | PP                    | GF                    | GC                    | Goleador                                      |
| --------------------------------- | --------------------- | --------------------- | --------------------- | --------------------- | --------------------- | --------------------- | --------------------- | --------------------------------------------- |
| Copa de Campeones de América 1960 | Ecuador no participó  | Ecuador no participó  | Ecuador no participó  | Ecuador no participó  | Ecuador no participó  | Ecuador no participó  | Ecuador no participó  | Ecuador no participó                          |
| Copa de Campeones de América 1961 | Fase previa           | 2                     | 0                     | 1                     | 1                     | 2                     | 5                     | Horacio Romero: 2                             |
| Copa de Campeones de América 1962 | No se clasificó       | No se clasificó       | No se clasificó       | No se clasificó       | No se clasificó       | No se clasificó       | No se clasificó       | No se clasificó                               |
| Copa de Campeones de América 1963 | No se clasificó       | No se clasificó       | No se clasificó       | No se clasificó       | No se clasificó       | No se clasificó       | No se clasificó       | No se clasificó                               |
| Copa de Campeones de América 1964 | Fase de grupos        | 4                     | 2                     | 0                     | 2                     | 9                     | 4                     | Nivaldo: 5                                    |
| Copa Libertadores 1965            | No se clasificó       | No se clasificó       | No se clasificó       | No se clasificó       | No se clasificó       | No se clasificó       | No se clasificó       | No se clasificó                               |
| Copa Libertadores 1966            | No se clasificó       | No se clasificó       | No se clasificó       | No se clasificó       | No se clasificó       | No se clasificó       | No se clasificó       | No se clasificó                               |
| Copa Libertadores 1967            | Fase de grupos        | 12                    | 4                     | 1                     | 7                     | 14                    | 24                    | Félix Lasso: 4                                |
| Copa Libertadores 1968            | No se clasificó       | No se clasificó       | No se clasificó       | No se clasificó       | No se clasificó       | No se clasificó       | No se clasificó       | No se clasificó                               |
| Copa Libertadores 1969            | Fase de grupos        | 6                     | 0                     | 2                     | 4                     | 3                     | 11                    | Mario Espinosa: 2                             |
| Copa Libertadores 1970            | No se clasificó       | No se clasificó       | No se clasificó       | No se clasificó       | No se clasificó       | No se clasificó       | No se clasificó       | No se clasificó                               |
| Copa Libertadores 1971            | Semifinal             | 11                    | 6                     | 1                     | 4                     | 14                    | 10                    | Alberto Spencer: 5                            |
| Copa Libertadores 1972            | Semifinal             | 10                    | 3                     | 6                     | 1                     | 10                    | 6                     | Washington Muñoz: 4                           |
| Copa Libertadores 1973            | No se clasificó       | No se clasificó       | No se clasificó       | No se clasificó       | No se clasificó       | No se clasificó       | No se clasificó       | No se clasificó                               |
| Copa Libertadores 1974            | No se clasificó       | No se clasificó       | No se clasificó       | No se clasificó       | No se clasificó       | No se clasificó       | No se clasificó       | No se clasificó                               |
| Copa Libertadores 1975            | No se clasificó       | No se clasificó       | No se clasificó       | No se clasificó       | No se clasificó       | No se clasificó       | No se clasificó       | No se clasificó                               |
| Copa Libertadores 1976            | No se clasificó       | No se clasificó       | No se clasificó       | No se clasificó       | No se clasificó       | No se clasificó       | No se clasificó       | No se clasificó                               |
| Copa Libertadores 1977            | No se clasificó       | No se clasificó       | No se clasificó       | No se clasificó       | No se clasificó       | No se clasificó       | No se clasificó       | No se clasificó                               |
| Copa Libertadores 1978            | No se clasificó       | No se clasificó       | No se clasificó       | No se clasificó       | No se clasificó       | No se clasificó       | No se clasificó       | No se clasificó                               |
| Copa Libertadores 1979            | No se clasificó       | No se clasificó       | No se clasificó       | No se clasificó       | No se clasificó       | No se clasificó       | No se clasificó       | No se clasificó                               |
| Copa Libertadores 1980            | No se clasificó       | No se clasificó       | No se clasificó       | No se clasificó       | No se clasificó       | No se clasificó       | No se clasificó       | No se clasificó                               |
| Copa Libertadores 1981            | Fase de grupos        | 6                     | 3                     | 0                     | 3                     | 8                     | 8                     | Víctor Ephanor: 3                             |
| Copa Libertadores 1982            | Fase de grupos        | 6                     | 1                     | 1                     | 4                     | 8                     | 14                    | Paulo César y Alcides de Oliveira: 4          |
| Copa Libertadores 1983            | Fase de grupos        | 5                     | 1                     | 2                     | 2                     | 7                     | 9                     | Galo Vásquez: 3                               |
| Copa Libertadores 1984            | No se clasificó       | No se clasificó       | No se clasificó       | No se clasificó       | No se clasificó       | No se clasificó       | No se clasificó       | No se clasificó                               |
| Copa Libertadores 1985            | No se clasificó       | No se clasificó       | No se clasificó       | No se clasificó       | No se clasificó       | No se clasificó       | No se clasificó       | No se clasificó                               |
| Copa Libertadores 1986            | Semifinal             | 10                    | 3                     | 4                     | 3                     | 9                     | 13                    | Severino Vasconcelos: 6                       |
| Copa Libertadores 1987            | Semifinal             | 10                    | 4                     | 0                     | 6                     | 8                     | 18                    | Lupo Quiñónez, Walkir Silva y Galo Vásquez: 2 |
| Copa Libertadores 1988            | Fase de grupos        | 6                     | 3                     | 1                     | 2                     | 9                     | 8                     | Jimmy Jiménez: 3                              |
| Copa Libertadores 1989            | No se clasificó       | No se clasificó       | No se clasificó       | No se clasificó       | No se clasificó       | No se clasificó       | No se clasificó       | No se clasificó                               |
| Copa Libertadores 1990            | Subcampeón            | 16                    | 6                     | 5                     | 5                     | 18                    | 17                    | Jimmy Izquierdo y Luis Acosta: 4              |
| Copa Libertadores 1991            | Fase de grupos        | 6                     | 0                     | 3                     | 3                     | 5                     | 9                     | David Bravo: 2                                |
| Copa Libertadores 1992            | Semifinal             | 12                    | 6                     | 4                     | 2                     | 17                    | 9                     | Rubén Insúa: 5                                |
| Copa Libertadores 1993            | Cuartos de final      | 10                    | 3                     | 1                     | 6                     | 13                    | 13                    | Raúl Avilés: 4                                |
| Copa Libertadores 1994            | Octavos de final      | 8                     | 2                     | 2                     | 4                     | 6                     | 6                     | Agustín Delgado: 2                            |
| Copa Libertadores 1995            | No se clasificó       | No se clasificó       | No se clasificó       | No se clasificó       | No se clasificó       | No se clasificó       | No se clasificó       | No se clasificó                               |
| Copa Libertadores 1996            | Cuartos de final      | 10                    | 5                     | 2                     | 3                     | 14                    | 13                    | Alfaro Moreno y Gilson Da Souza: 3            |
| Copa Libertadores 1997            | No se clasificó       | No se clasificó       | No se clasificó       | No se clasificó       | No se clasificó       | No se clasificó       | No se clasificó       | No se clasificó                               |
| Copa Libertadores 1998            | Subcampeón            | 14                    | 5                     | 5                     | 4                     | 17                    | 13                    | Agustín Delgado: 5                            |
| Copa Libertadores 1999            | No se clasificó       | No se clasificó       | No se clasificó       | No se clasificó       | No se clasificó       | No se clasificó       | No se clasificó       | No se clasificó                               |
| Copa Libertadores 2000            | No se clasificó       | No se clasificó       | No se clasificó       | No se clasificó       | No se clasificó       | No se clasificó       | No se clasificó       | No se clasificó                               |
| Copa Libertadores 2001            | No se clasificó       | No se clasificó       | No se clasificó       | No se clasificó       | No se clasificó       | No se clasificó       | No se clasificó       | No se clasificó                               |
| Copa Libertadores 2002            | No se clasificó       | No se clasificó       | No se clasificó       | No se clasificó       | No se clasificó       | No se clasificó       | No se clasificó       | No se clasificó                               |
| Copa Libertadores 2003            | Fase de grupos        | 6                     | 1                     | 2                     | 3                     | 8                     | 10                    | Ariel Graziani: 3                             |
| Copa Libertadores 2004            | Octavos de final      | 9                     | 3                     | 4                     | 2                     | 16                    | 8                     | Danny Vera: 5                                 |
| Copa Libertadores 2005            | No se clasificó       | No se clasificó       | No se clasificó       | No se clasificó       | No se clasificó       | No se clasificó       | No se clasificó       | No se clasificó                               |
| Copa Libertadores 2006            | No se clasificó       | No se clasificó       | No se clasificó       | No se clasificó       | No se clasificó       | No se clasificó       | No se clasificó       | No se clasificó                               |
| Copa Libertadores 2007            | No se clasificó       | No se clasificó       | No se clasificó       | No se clasificó       | No se clasificó       | No se clasificó       | No se clasificó       | No se clasificó                               |
| Copa Libertadores 2008            | No se clasificó       | No se clasificó       | No se clasificó       | No se clasificó       | No se clasificó       | No se clasificó       | No se clasificó       | No se clasificó                               |
| Copa Libertadores 2009            | No se clasificó       | No se clasificó       | No se clasificó       | No se clasificó       | No se clasificó       | No se clasificó       | No se clasificó       | No se clasificó                               |
| Copa Libertadores 2010            | No se clasificó       | No se clasificó       | No se clasificó       | No se clasificó       | No se clasificó       | No se clasificó       | No se clasificó       | No se clasificó                               |
| Copa Libertadores 2011            | No se clasificó       | No se clasificó       | No se clasificó       | No se clasificó       | No se clasificó       | No se clasificó       | No se clasificó       | No se clasificó                               |
| Copa Libertadores 2012            | No se clasificó       | No se clasificó       | No se clasificó       | No se clasificó       | No se clasificó       | No se clasificó       | No se clasificó       | No se clasificó                               |
| Copa Libertadores 2013            | Fase de grupos        | 6                     | 1                     | 3                     | 2                     | 5                     | 6                     | Damián Díaz: 2                                |
| Copa Libertadores 2014            | No se clasificó       | No se clasificó       | No se clasificó       | No se clasificó       | No se clasificó       | No se clasificó       | No se clasificó       | No se clasificó                               |
| Copa Libertadores 2015            | Fase de grupos        | 6                     | 1                     | 1                     | 4                     | 5                     | 11                    | Brahian Alemán: 3                             |
| Copa Libertadores 2016            | No se clasificó       | No se clasificó       | No se clasificó       | No se clasificó       | No se clasificó       | No se clasificó       | No se clasificó       | No se clasificó                               |
| Conmebol Libertadores 2017        | Semifinal             | 12                    | 6                     | 2                     | 4                     | 12                    | 13                    | Jonathan Álvez: 6                             |
| Conmebol Libertadores 2018        | No se clasificó       | No se clasificó       | No se clasificó       | No se clasificó       | No se clasificó       | No se clasificó       | No se clasificó       | No se clasificó                               |
| Conmebol Libertadores 2019        | Segunda fase          | 2                     | 1                     | 0                     | 1                     | 1                     | 3                     | Matías Oyola: 1                               |
| Conmebol Libertadores 2020        | Fase de grupos        | 12                    | 6                     | 0                     | 6                     | 19                    | 15                    | Fidel Martínez: 8                             |
| Conmebol Libertadores 2021        | Semifinal             | 12                    | 5                     | 3                     | 4                     | 16                    | 12                    | Carlos Garcés Acosta: 3                       |
| Conmebol Libertadores 2022        | Tercera fase          | 6                     | 2                     | 4                     | 0                     | 4                     | 1                     | Mastriani, E. Castillo, Garcés, Martínez: 1   |
| Conmebol Libertadores 2023        | Fase de grupos        | 6                     | 1                     | 1                     | 4                     | 7                     | 12                    | Fydriszewski, Bauman: 2                       |
| Conmebol Libertadores 2024        | Fase de grupos        | 6                     | 1                     | 3                     | 2                     | 6                     | 9                     | Damián Díaz: 3                                |
| Total                             |                       | 247                   | 85                    | 64                    | 98                    | 290                   | 310                   | Rubén Insúa: 10                               |

| Conmebol Sudamericana      | Conmebol Sudamericana  | Conmebol Sudamericana | Conmebol Sudamericana | Conmebol Sudamericana | Conmebol Sudamericana | Conmebol Sudamericana | Conmebol Sudamericana | Conmebol Sudamericana                                                                  |
| Edición                    | Ronda                  | PJ                    | PG                    | PE                    | PP                    | GF                    | GC                    | Goleador                                                                               |
| -------------------------- | ---------------------- | --------------------- | --------------------- | --------------------- | --------------------- | --------------------- | --------------------- | -------------------------------------------------------------------------------------- |
| Copa Sudamericana 2002     | Octavos de final       | 4                     | 3                     | 0                     | 1                     | 5                     | 3                     | Patricio Urrutia, Eudalio Arriaga, Nicolás Asencio, Ángel Escobar y Hernán Biasotto: 1 |
| Copa Sudamericana 2003     | Primera fase           | 2                     | 1                     | 0                     | 1                     | 2                     | 3                     | Rodrigo Teixeira y Rubén Capria: 1                                                     |
| Copa Sudamericana 2004     | No se clasificó        | No se clasificó       | No se clasificó       | No se clasificó       | No se clasificó       | No se clasificó       | No se clasificó       | No se clasificó                                                                        |
| Copa Sudamericana 2005     | No se clasificó        | No se clasificó       | No se clasificó       | No se clasificó       | No se clasificó       | No se clasificó       | No se clasificó       | No se clasificó                                                                        |
| Copa Sudamericana 2006     | No se clasificó        | No se clasificó       | No se clasificó       | No se clasificó       | No se clasificó       | No se clasificó       | No se clasificó       | No se clasificó                                                                        |
| Copa Sudamericana 2007     | No se clasificó        | No se clasificó       | No se clasificó       | No se clasificó       | No se clasificó       | No se clasificó       | No se clasificó       | No se clasificó                                                                        |
| Copa Sudamericana 2008     | No se clasificó        | No se clasificó       | No se clasificó       | No se clasificó       | No se clasificó       | No se clasificó       | No se clasificó       | No se clasificó                                                                        |
| Copa Sudamericana 2009     | No se clasificó        | No se clasificó       | No se clasificó       | No se clasificó       | No se clasificó       | No se clasificó       | No se clasificó       | No se clasificó                                                                        |
| Copa Sudamericana 2010     | Segunda fase           | 4                     | 2                     | 0                     | 2                     | 6                     | 5                     | Ricardo Noir: 2                                                                        |
| Copa Sudamericana 2011     | No se clasificó        | No se clasificó       | No se clasificó       | No se clasificó       | No se clasificó       | No se clasificó       | No se clasificó       | No se clasificó                                                                        |
| Copa Sudamericana 2012     | Octavos de final       | 6                     | 2                     | 2                     | 2                     | 10                    | 7                     | Michael Arroyo: 2                                                                      |
| Copa Sudamericana 2013     | Primera fase           | 2                     | 0                     | 1                     | 1                     | 2                     | 4                     | Luis Caicedo y Michael Arroyo: 1                                                       |
| Copa Sudamericana 2014     | Segunda fase           | 4                     | 2                     | 1                     | 1                     | 4                     | 2                     | Ismael Blanco: 2                                                                       |
| Copa Sudamericana 2015     | No se clasificó        | No se clasificó       | No se clasificó       | No se clasificó       | No se clasificó       | No se clasificó       | No se clasificó       | No se clasificó                                                                        |
| Copa Sudamericana 2016     | Primera fase           | 2                     | 0                     | 2                     | 0                     | 2                     | 2                     | Washington Vera y Marcos Caicedo: 1                                                    |
| Conmebol Sudamericana 2017 | No se clasificó        | No se clasificó       | No se clasificó       | No se clasificó       | No se clasificó       | No se clasificó       | No se clasificó       | No se clasificó                                                                        |
| Conmebol Sudamericana 2018 | Primera fase           | 2                     | 0                     | 1                     | 1                     | 1                     | 2                     | Juan Dinenno: 1                                                                        |
| Conmebol Sudamericana 2019 | No se clasificó        | No se clasificó       | No se clasificó       | No se clasificó       | No se clasificó       | No se clasificó       | No se clasificó       | No se clasificó                                                                        |
| Conmebol Sudamericana 2020 | No se clasificó        | No se clasificó       | No se clasificó       | No se clasificó       | No se clasificó       | No se clasificó       | No se clasificó       | No se clasificó                                                                        |
| Conmebol Sudamericana 2021 | No se clasificó        | No se clasificó       | No se clasificó       | No se clasificó       | No se clasificó       | No se clasificó       | No se clasificó       | No se clasificó                                                                        |
| Conmebol Sudamericana 2022 | Fase de grupos         | 6                     | 2                     | 3                     | 1                     | 9                     | 8                     | Gonzalo Mastriani y Damián Díaz: 2                                                     |
| Conmebol Sudamericana 2023 | Dieciseisavos de final | 2                     | 1                     | 0                     | 1                     | 2                     | 5                     | Fidel Martínez y Janner Corozo: 1                                                      |
| Conmebol Sudamericana 2024 | Dieciseisavos de final | 2                     | 0                     | 1                     | 1                     | 3                     | 4                     | Janner Corozo,Adonis Preciado y Braian Oyola: 1                                        |
| Conmebol Sudamericana 2025 | No se clasificó        | No se clasificó       | No se clasificó       | No se clasificó       | No se clasificó       | No se clasificó       | No se clasificó       | No se clasificó                                                                        |
| Total                      |                        | 36                    | 13                    | 11                    | 12                    | 47                    | 45                    | Michael Arroyo: 3                                                                      |

| Copa Merconorte      | Copa Merconorte | Copa Merconorte | Copa Merconorte | Copa Merconorte | Copa Merconorte | Copa Merconorte | Copa Merconorte | Copa Merconorte                                                                               |
| Edición              | Ronda           | PJ              | PG              | PE              | PP              | GF              | GC              | Goleador                                                                                      |
| -------------------- | --------------- | --------------- | --------------- | --------------- | --------------- | --------------- | --------------- | --------------------------------------------------------------------------------------------- |
| Copa Merconorte 1998 | Fase de grupos  | 6               | 1               | 2               | 3               | 5               | 10              | Alfaro Moreno: 2                                                                              |
| Copa Merconorte 1999 | Fase de grupos  | 6               | 2               | 3               | 1               | 9               | 5               | Nelson Palacios: 2                                                                            |
| Copa Merconorte 2000 | Fase de grupos  | 6               | 1               | 3               | 2               | 6               | 10              | Alfaro Moreno, Héctor Blanco, Nicolás Asencio, Luis Gómez, Lizandro Torres y Eduardo Smith: 1 |
| Copa Merconorte 2001 | Fase de grupos  | 6               | 0               | 3               | 3               | 9               | 14              | Alfaro Moreno: 4                                                                              |
| Total                |                 | 24              | 4               | 11              | 9               | 29              | 39              | Alfaro Moreno: 7                                                                              |

| Copa Conmebol      | Copa Conmebol    | Copa Conmebol   | Copa Conmebol   | Copa Conmebol   | Copa Conmebol   | Copa Conmebol   | Copa Conmebol   | Copa Conmebol      |
| Edición            | Ronda            | PJ              | PG              | PE              | PP              | GF              | GC              | Goleador           |
| ------------------ | ---------------- | --------------- | --------------- | --------------- | --------------- | --------------- | --------------- | ------------------ |
| Copa Conmebol 1992 | No se clasificó  | No se clasificó | No se clasificó | No se clasificó | No se clasificó | No se clasificó | No se clasificó | No se clasificó    |
| Copa Conmebol 1993 | No se clasificó  | No se clasificó | No se clasificó | No se clasificó | No se clasificó | No se clasificó | No se clasificó | No se clasificó    |
| Copa Conmebol 1994 | No se clasificó  | No se clasificó | No se clasificó | No se clasificó | No se clasificó | No se clasificó | No se clasificó | No se clasificó    |
| Copa Conmebol 1995 | Octavos de final | 2               | 0               | 0               | 2               | 1               | 5               | Marcelo Morales: 1 |
| Copa Conmebol 1996 | No se clasificó  | No se clasificó | No se clasificó | No se clasificó | No se clasificó | No se clasificó | No se clasificó | No se clasificó    |
| Copa Conmebol 1997 | No se clasificó  | No se clasificó | No se clasificó | No se clasificó | No se clasificó | No se clasificó | No se clasificó | No se clasificó    |
| Copa Conmebol 1998 | No se clasificó  | No se clasificó | No se clasificó | No se clasificó | No se clasificó | No se clasificó | No se clasificó | No se clasificó    |
| Copa Conmebol 1999 | No se clasificó  | No se clasificó | No se clasificó | No se clasificó | No se clasificó | No se clasificó | No se clasificó | No se clasificó    |
| Total              |                  | 2               | 0               | 0               | 2               | 1               | 5               | Marcelo Morales: 1 |

### Resumen estadístico
- Última actualización: 20 de mayo de 2023.

| Competición                       | Part | PJ   | PG   | PE  | PP  | GF   | GC   | DG    | PTS  | Mejor resultado  |
| --------------------------------- | ---- | ---- | ---- | --- | --- | ---- | ---- | ----- | ---- | ---------------- |
| Torneos nacionales                |      |      |      |     |     |      |      |       |      |                  |
| Campeonato Ecuatoriano de Fútbol* | 64   | 2326 | 1083 | 621 | 622 | 3448 | 2377 | +1071 | 3856 | Campeón          |
| Copa Ecuador                      | 2    | 9    | 3    | 3   | 3   | 11   | 10   | +1    | 12   | Semifinalista    |
| Supercopa de Ecuador              | 1    | 2    | 1    | 0   | 1   | 1    | 1    | 0     | 3    | Subcampeón       |
| Torneos internacionales           |      |      |      |     |     |      |      |       |      |                  |
| Conmebol Libertadores             | 28   | 235  | 84   | 60  | 91  | 279  | 287  | –8    | 312  | Subcampeón       |
| Conmebol Sudamericana             | 9    | 32   | 12   | 10  | 10  | 41   | 36   | +5    | 46   | Octavos de final |
| Copa Merconorte                   | 4    | 24   | 4    | 11  | 9   | 29   | 39   | –10   | 23   | Fase de grupos   |
| Copa Conmebol                     | 1    | 2    | 0    | 0   | 2   | 1    | 5    | -4    | 0    | Octavos de final |
| Torneos provinciales              |      |      |      |     |     |      |      |       |      |                  |
| Campeonato de Fútbol del Guayas   | 17   | 253  | 134  | 58  | 61  | 457  | 292  | +165  | 460  | Campeón          |
| Total                             | 126  | 2883 | 1321 | 763 | 799 | 4267 | 3047 | +1220 | 4712 | 21 títulos       |

* Barcelona perdió 2 puntos por no presentar roles de pago a tiempo y 6 puntos por resolución FIFA por deuda con Benito Floro en 2015, y 6 puntos por resolución FIFA por deuda con Boca Juniors en 2017.

## Palmarés

### Torneos nacionales (16)
| Competición                | Títulos                                                                                         | Subcampeonatos                                                                 |
| -------------------------- | ----------------------------------------------------------------------------------------------- | ------------------------------------------------------------------------------ |
| Serie A de Ecuador (16/13) | 1960, 1963, 1966, 1970, 1971, 1980, 1981, 1985, 1987, 1989, 1991, 1995, 1997, 2012, 2016, 2020. | 1957, 1962, 1968, 1982, 1986, 1990, 1992, 1993, 2002, 2003, 2005-A, 2014, 2022 |
| Copa Ecuador (0/1)         |                                                                                                 | 1970                                                                           |
| Supercopa de Ecuador (0/1) |                                                                                                 | 2021                                                                           |

### Torneos internacionales
| Competición             | Títulos | Subcampeonatos |
| ----------------------- | ------- | -------------- |
| Copa Libertadores (0/2) |         | 1990, 1998     |

### Torneos provinciales
| Competición                                | Títulos                       | Subcampeonatos                      |
| ------------------------------------------ | ----------------------------- | ----------------------------------- |
| Profesional                                |                               |                                     |
| Campeonato de Fútbol del Guayas (5/6)      | 1955, 1961, 1963, 1965, 1967. | 1953, 1954, 1957, 1962, 1964, 1966. |
| Copa de Reservas AsoGuayas (1)             | 2006                          |                                     |
| Copa Fedeguayas (1)                        | 2004                          |                                     |
| Amateur                                    |                               |                                     |
| Campeonato Amateur de Guayaquil (1/1)      | 1950                          | 1949                                |
| Campeonato Amateur División Intermedia (1) | 1941                          |                                     |
| Campeonato Amateur Serie B (2/1)           | 1940, 1946                    | 1925                                |
| Campeonato Amateur Serie C (3)             | 1934, 1936, 1938              |                                     |

Nota: en negrita competiciones vigentes en la actualidad. Indicado el récord del torneo  y el compartido 

### Torneos amistosos
| Torneos nacionales                             |                        |                |
| Competición                                    | Títulos                | Subcampeonatos |
| Trofeo Don Pedro Foncea (1)                    | 1948                   |                |
| Copa Presidente Galo Plaza Lasso (1)           | 1948                   |                |
| Copa Fernando Lebed (1)                        | 1950                   |                |
| Trofeo León de Oro (1)                         | 1951                   |                |
| Copa Pre Honor (1)                             | 1953                   |                |
| Torneo Relámpago (1)                           | 1983                   |                |
| Cuadrangular de Preparación (1)                | 1983                   |                |
| Trofeo Clásico del Astillero (1)               | 1989                   |                |
| Copa Salinas (1)                               | 1997                   |                |
| Trofeo Miguel Martín Icaza (1)                 | 2001                   |                |
| Copa M.I. Municipalidad de Guayaquil (1)       | 2003                   |                |
| Trofeo Super K 800 (1)                         | 2007                   |                |
| Trofeo Clínica Alcívar (1)                     | 2007                   |                |
| Copa LG (1)                                    | 2008                   |                |
| Copa Ciudad de Machala (1)                     | 2008                   |                |
| Copa Sunny (1)                                 | 2008                   |                |
| Copa Santo Domingo de los Colorados (1)        | 2008                   |                |
| Copa Prefectura de Los Ríos (1)                | 2011                   |                |
| Copa Ídolos del Ecuador (1)                    | 2011                   |                |
| Copa SUMESA (1)                                | 2011                   |                |
| Copa Nelson Muñoz (4/2)                        | 2012, 2013, 2016, 2020 | 2011, 2014     |
| Copa Yasuní ITT (1)                            | 2012                   |                |
| Copa Sata (1)                                  | 2014                   |                |
| Copa del Astillero Europeo (1)                 | 2014                   |                |
| Copa Prefectura del Guayas (1)                 | 2014                   |                |
| Copa Banco de Loja (1)                         | 2014                   |                |
| Trofeo Hincha Amarillo (1)                     | 2015                   |                |
| Copa Zapping Ecuabet (1)                       | 2024                   |                |
| Copa Xtrim (1)                                 | 2025                   |                |
| Torneos internacionales                        |                        |                |
| Competición                                    | Títulos                | Subcampeonatos |
| Copa Municipal (1)                             | 1948                   |                |
| Copa del Pacífico (1/1)                        | 1949                   | 1993           |
| Cuadrangular Internacional de Barranquilla (1) | 1949                   |                |
| Cuadrangular Copa Avianca (1)                  | 1952                   |                |
| Copa Gobernador de la Provincia (1)            | 1961                   |                |
| Cuadrangular Amistoso Internacional (1)        | 1971                   |                |
| Cuadrangular Internacional de Guayaquil (0/1)  |                        | 1980           |
| Copa Ciudad de Guayaquil (0/1)                 |                        | 1988           |
| Trofeo Banco La Previsora (1)                  | 1988                   |                |
| Copa Antonio Labán - Santiago (1)              | 1994                   |                |
| Copa Amistad (1)                               | 1996                   |                |
| Copa Diario El Universo (1)                    | 2002                   |                |
| Copa de las Américas (0/1)                     |                        | 2003           |
| Copa Clásico del Pacífico (1)                  | 2003                   |                |
| Copa Clásico Sudamericano (1)                  | 2008                   |                |
| Copa EuroAmericana (1/1)                       | 2015                   | 2013           |
| Florida Cup (0/1)                              |                        | 2018           |
| Copa Antel (1)                                 | 2019                   |                |
| Miami City Cup (1)                             | 2024                   |                |

### Torneos juveniles
| Competición                                 | Títulos                | Subcampeonatos |
| ------------------------------------------- | ---------------------- | -------------- |
| Campeonato Ecuatoriano de Fútbol Sub-20 (1) | 1998                   |                |
| Campeonato Ecuatoriano de Fútbol Sub-18 (4) | 1993, 2003, 2005, 2006 |                |
| Campeonato Ecuatoriano de Fútbol Sub-17 (1) |                        | 2021           |
| Campeonato Ecuatoriano de Fútbol Sub-14 (1) | 2019                   |                |
| Liga de Desarrollo Conmebol Sub-13 (1)      | 2019                   |                |
| Torneo AsoGuayas Sub-20 (1)                 | 2011                   |                |
| Torneo AsoGuayas Sub-16 (1)                 | 2012                   |                |
| Torneo AsoGuayas Sub-15 (2)                 | 2018, 2021             |                |
| Torneo AsoGuayas Sub-13 (3)                 | 2017, 2018, 2019       |                |
| Torneo AsoGuayas Sub-12 (2)                 | 2023, 2024             | 2022           |
| Torneo AsoGuayas Sub-11 (1)                 | 2017                   |                |
| Interbarrial de El Universo Sub-15 (1)      | 2011                   |                |
| Interbarrial de El Universo Sub-13 (1)      | 2011                   |                |

## Jugadores

### Plantilla 2025
- Los equipos ecuatorianos están limitados por la FEF a tener en su plantilla de primera división un cupo máximo de ocho futbolistas extranjeros:

## Registros

#### Más partidos disputados
- Última actualización: 3 de diciembre de 2020.[67]

| N.º | Jugador                 | Partidos |
| --- | ----------------------- | -------- |
| 1   | José Francisco Cevallos | 441      |
| 2   | Juan Madruñero          | 432      |
| 3   | Máximo Banguera         | 410      |
| 4   | Matías Oyola            | 401      |
| 5   | Jimmy Montanero         | 398      |
| 6   | Raúl Noriega            | 392      |
| 7   | Fricson George          | 342      |
| 8   | Hólger Quiñónez         | 321      |
| 9   | Carlos Luis Morales     | 319      |
| 10  | Galo Vásquez            | 318      |

#### Máximos goleadores históricos
- Última actualización: 23 de Agosto de 2023.

| N.º | Jugador             | Temporadas                                     | Goles | Partidos | Promedio |
| --- | ------------------- | ---------------------------------------------- | ----- | -------- | -------- |
| 1   | Washington Muñoz    | 1962-1979                                      | 101   | 356      | 0.284    |
| 2   | Nicolás Asencio     | 1993, 1996-1998, 2000, 2001, 2003, 2006 y 2007 | 96    | 304      | 0.303    |
| 2   | Manuel Uquillas     | 1987-1993 y 1995-1997                          | 92    | 266      | 0.342    |
| 4   | Damián Díaz         | 2011-2013, 2016-2024                           | 86    | 322      | 0.25     |
| 5   | Nelson Miranda      | 1971-1978                                      | 75    | 211      | 0.355    |
| 6   | Víctor Ephanor      | 1976-1984                                      | 73    | 148      | 0.493    |
| 7   | Alfaro Moreno       | 1994-1997, 1998-2000 y 2001-2002               | 73    | 216      | 0.338    |
| 8   | Juan Madruñero      | 1968-1987                                      | 73    | 454      | 0.161    |
| 9   | Carlos Muñoz        | 1990-1993                                      | 69    | 158      | 0.437    |
| 10  | Agustín Delgado     | 1993, 1997-1998 y 2005                         | 59    | 111      | 0.532    |
| 11  | Paulo César         | 1982-1984                                      | 58    | 125      | 0.464    |
| 12  | Jonathan Álvez      | 2016-2017, 2019-2020                           | 58    | 132      | 0.439    |
| 13  | Enrique Cantos      | 1948-1957, 1960-1961                           | 56    | 137      | 0.409    |
| 14  | Sigifredo Chuchuca  | 1946-1957                                      | 55    | 89       | 0.618    |
| 15  | Alcides de Oliveira | 1981-1982                                      | 47    | 79       | 0.595    |

#### Goleadores en Campeonato Ecuatoriano de Fútbol
| N.º | Jugador         | Temporada | Goles |
| --- | --------------- | --------- | ----- |
| 1   | Simón Cañarte   | 1957      | 4     |
| 2   | Enrique Cantos  | 1960      | 8     |
| 3   | Iris López      | 1962      | 9     |
| 4   | Helio Cruz      | 1965      | 8     |
| 5   | Nelson Miranda  | 1972      | 15    |
| 6   | Paulo César     | 1983      | 28    |
| 7   | Carlos Muñoz    | 1992      | 19    |
| 8   | Manuel Uquillas | 1995      | 24    |
| 9   | Ariel Graziani  | 2003      | 23    |
| 10  | Pablo Palacios  | 2008      | 20    |
| 11  | Narciso Mina    | 2012      | 30    |

Fuente: RSSSF

#### Goleadores en Campeonato de Fútbol del Guayas
| N.º | Jugador            | Temporada | Goles |
| --- | ------------------ | --------- | ----- |
| 1   | Sigifredo Chuchuca | 1953      | 14    |
| 2   | Simón Cañarte      | 1954      | 13    |
| 3   | Enrique Cantos     | 1955      | 15    |
| 4   | Mario Cordero      | 1960      | 11    |
| 5   | Félix Lasso        | 1967      | 7     |

Fuente: RSSSF

#### Goleadores en torneos internacionales
| N.º | Jugador        | Temporada              | Goles |
| --- | -------------- | ---------------------- | ----- |
| 1   | Fidel Martínez | Copa Libertadores 2020 | 8     |

### Convocados a Selecciones Nacionales

#### Copa Mundial de Fútbol
| N.° | Jugador                 | Selección | Mundial                  |
| --- | ----------------------- | --------- | ------------------------ |
| 1   | Antony de Ávila         | Colombia  | Francia 1998             |
| 2   | José Francisco Cevallos | Ecuador   | Corea del Sur-Japón 2002 |
| 3   | Iván Hurtado            | Ecuador   | Corea del Sur-Japón 2002 |
| 4   | Nicolás Asencio         | Ecuador   | Corea del Sur-Japón 2002 |
| 5   | Luis Gómez              | Ecuador   | Corea del Sur-Japón 2002 |
| 6   | Iván Kaviedes           | Ecuador   | Corea del Sur-Japón 2002 |
| 7   | Edwin Tenorio           | Ecuador   | Corea del Sur-Japón 2002 |
| 7   | Edwin Tenorio           | Ecuador   | Alemania 2006            |
| 8   | Máximo Banguera         | Ecuador   | Brasil 2014              |
| 9   | Juan Carlos Paredes     | Ecuador   | Brasil 2014              |
| 10  | Luis Saritama           | Ecuador   | Brasil 2014              |

## Entrenadores
El primer técnico del Barcelona de forma oficial fue el ecuatoriano Jorge Muñoz Medina en 1945, ya que en años anteriores eran los capitanes o presidentes encargados de alinear el equipo. A partir de allí vinieron varios técnicos del equipo en campeonatos provinciales, donde destacan Gregorio Esperón, quien conseguiría el primer título amateur del club, y Eduardo Spandre, quien conseguiría el primer título profesional provincial del equipo. Después de varios años, con la creación del Campeonato Ecuatoriano de Fútbol, el equipo consiguió su primer título de campeón nacional dirigido por Julio Kellman de nacionalidad uruguaya en 1960.

### Entrenadores campeones
| N.º | Entrenador         | Período                                     | Títulos                                 |
| --- | ------------------ | ------------------------------------------- | --------------------------------------- |
| 1   | Gregorio Esperón   | 1950                                        | Campeonato Amateur 1950                 |
| 2   | Eduardo Spandre    | 1955                                        | Campeonato del Guayas 1955              |
| 3   | Julio Kellman      | 1960                                        | Serie A 1960                            |
| 4   | José Vargas        | 1961                                        | Campeonato del Guayas 1961              |
| 5   | Francisco de Souza | 1963                                        | Campeonato del Guayas 1963 Serie A 1963 |
| 6   | José Rodríguez     | 1964-1965                                   | Campeonato del Guayas 1965              |
| 7   | Pablo Ansaldo      | 1966-1967                                   | Serie A 1966                            |
| 8   | Enrique Cantos     | 1967                                        | Campeonato del Guayas 1967              |
| 9   | Otto Vieira        | 1970-1972, 1975 y 1980                      | Serie A 1970 Serie A 1971 Serie A 1980  |
| 10  | Héctor Morales     | 1981                                        | Serie A 1981                            |
| 11  | Luis Santibáñez    | 1985-1986                                   | Serie A 1985                            |
| 12  | Roque Maspoli      | 1987                                        | Serie A 1987                            |
| 13  | Miguel Brindisi    | 1989-1991                                   | Serie A 1989                            |
| 14  | Jorge Habegger     | 1991-1992, 1998-1999 y 2004                 | Serie A 1991                            |
| 15  | Salvador Capitano  | 1995-1996 y 2002                            | Serie A 1995                            |
| 16  | Rubén Insúa        | 1997-1999, 2000-2001, 2003-2004 y 2010-2011 | Serie A 1997                            |
| 17  | Gustavo Costas     | 2012-2013                                   | Serie A 2012                            |
| 18  | Guillermo Almada   | 2015-2019                                   | Serie A 2016                            |
| 19  | Fabián Bustos      | 2020-2022                                   | Serie A 2020                            |

### Cuerpo técnico actual
| [[Archivo:\|link=\|22px\|Icono]]Cuerpo técnico |
| |
| - Director técnico: Ismael Rescalvo - Entrenador adjunto: Michele Fini Pablo Trobbiani - Preparador físico: Alejandro Valenzuela Leonardo Gioiosa Exequiel Caviglia - Entrenador de porteros: Gustavo Flores - Médico(s): José Arce - Fisioterapeuta(s): José Monserrate Cedeño - Editor de vídeos: Jonathan Mejía - Utilero(s): José Soriano Francisco Zapata |
| |

## Filiales

### Barcelona Sporting Club Femenino
Es la sección de fútbol femenino de Barcelona, la misma fue incorporada en el 2019 con motivo de la naciente Superliga Ecuatoriana de Fútbol Femenino.

### Toreros Fútbol Club
Toreros Fútbol Club fue un club de fútbol ecuatoriano originario de la ciudad de Guayaquil, tercer filial del Barcelona Sporting Club, siendo anteriormente Molinera y Atlético Guayaquil. Fue fundado el 3 de febrero de 2006 con el nombre de Club Deportivo Academia Alfaro Moreno. Antes de que participase en la temporada 2025 de la Segunda Categoría del Guayas, el club se retiró del torneo, para posteriormente desaparecer en mayo del mismo año.

### Club Atlético Guayaquil
El Club Atlético Guayaquil fue un equipo de fútbol proveniente de la ciudad de Guayaquil. Fue fundado el 5 de febrero de 2005, estaba compuesto de las divisiones sub-18 y sub-20 de Barcelona Sporting Club y servía como equipo de reservas mientras participaba en el campeonato de Segunda Categoría del Guayas. La filial desapareció en febrero del 2006.

## Secciones

### Baloncesto
| Competición                        | Títulos    |
| ---------------------------------- | ---------- |
| Liga Ecuatoriana de Baloncesto (1) | 2008       |
| Liga Provincial de Baloncesto (2)  | 2008, 2016 |

### Béisbol
| Competición                      | Títulos                                                                                          |
| -------------------------------- | ------------------------------------------------------------------------------------------------ |
| Liga Ecuatoriana de Béisbol (15) | 1930, 1933, 1947, 1964, 1966 A, 1966 C, 1969, 1971, 1973, 1977, 1979 A, 1979 C, 1996, 2002, 2007 |
| Escudo Municipal (1)             | 1935                                                                                             |
| Festival Olímpico (1)            | 2005                                                                                             |

### Voleibol
| Competición                               | Títulos |
| ----------------------------------------- | ------- |
| Liga Ecuatoriana de Voleibol (1)          | 2016    |
| Liga Ecuatoriana de Voleibol Femenino (1) | 2016    |
| Liga Provincial de Voleibol (1)           | 2002    |

### Bolos
| Competición                  | Títulos |
| ---------------------------- | ------- |
| Torneo Nacional de Bolos (1) | 2003    |

### Waterpolo
| Competición                           | Títulos |
| ------------------------------------- | ------- |
| Copa ANAVI (1)                        | 2008    |
| Torneo Internacional de Waterpolo (1) | 2009    |

### Regatas
| Competición                 | Títulos |
| --------------------------- | ------- |
| Torneo Regata de Balzar (1) | 2008    |

### Deportes Electrónicos
| Competición             | Títulos    |
| ----------------------- | ---------- |
| eLiga Pro (2)           | 2020, 2023 |
| eSuperCopa Netlife (1)  | 2020       |
| eLiga IASA Clausura (1) | 2022       |

## Anexos
| Entidades relacionadas | Datos estadísticos y trayectoria | Personalidades e historia | Infraestructuras |
| --- | --- | --- | --- |
| - Barcelona Sporting Club Femenino - Toreros Fútbol Club - Barcelona Sporting Club (baloncesto) - Barcelona Sporting Club (béisbol) | - Estadísticas del Barcelona SC - Temporadas del Barcelona SC - Palmarés del Barcelona SC - Partidos amistosos del Barcelona SC - Partidos internacionales del Barcelona SC - Barcelona SC en Copa Libertadores - Barcelona SC en Copa Sudamericana | - Historia del Barcelona Sporting Club - Futbolistas del Barcelona SC - Entrenadores del Barcelona SC - Uniformes del Barcelona SC | - Estadio Monumental Isidro Romero Carbo - Complejo de Formativas de Barcelona Sporting Club - Museo del Barcelona Sporting Club |

### En redes sociales
- Barcelona Sporting Club en Facebook
- Barcelona Sporting Club en X (antes Twitter)
- Barcelona Sporting Club en Instagram
- Barcelona Sporting Club en Youtube

- Datos: Q248782
- Multimedia: Barcelona Sporting Club / Q248782
- Noticias: Categoría:Barcelona Sporting Club